# 武田テバ薬品
武田テバ薬品株式会社（たけだテバやくひん、英: Teva Takeda Yakuhin Ltd.）は、愛知県名古屋市中村区に本社を置く日本のジェネリック医薬品メーカーの一つ。武田テバファーマ（旧・興和テバ→テバ製薬）の子会社。

## 会社概要
旧社名は「大正薬品工業株式会社」であった。後発医薬品につけられる略号は「TYK」（ただし、調剤薬局へは旧・興和テバが販売を担当していた）。2016年4月1日に武田薬品工業から長期収載品事業を承継した。

## 沿革
- 1918年（大正7年） - 関東州大連市に於いて医薬品輸入卸売業「大正堂」を創業
- 1934年（昭和9年） - 関東軍及び南満州鉄道株式会社への納品のため製薬部門を設立。
- 1935年（昭和10年） - 満州国新京市に支店。天津、北京に営業所を設立。
- 1947年（昭和22年） - 終戦により引き揚げ、現在地にて再建。
- 1959年（昭和34年） - 株式会社大正堂の特殊薬品部門を分離独立し、大正薬品工業株式会社を設立。医療用医薬品製造に進出。
- 1978年（昭和53年） - GMP適合工場建設。
- 1995年（平成7年） - 本社並びに新GMP工場竣工。
- 1998年（平成10年） - 液剤工場増築。
- 2005年（平成17年） - 研究開発棟竣工。
- 2006年（平成18年） - 新GMP工場増築。
- 2009年（平成21年） - 興和テバ株式会社が当社発行済株式の50%以上を取得し、子会社化。
- 2010年（平成22年）
  - 7月1日 - 親会社の興和テバと営業部門を統合。
  - 8月 - 興和テバの完全子会社となる[3]。
  - 11月1日 - 吸収分割方式により、当社研究開発部門を興和テバの研究開発部門と統合[3]。
- 2012年（平成24年）4月1日 - 興和テバが大洋薬品工業と統合したことに伴い、親会社がテバ製薬株式会社となる。
- 2016年（平成28年）4月1日 - 武田薬品工業から長期収載品事業を承継。武田テバ薬品株式会社に商号変更[4][5]。
- 2019年（令和元年）12月31日 - 甲賀工場（当時の本社所在地）および水口工場の稼働停止。
- 2020年（令和2年）
  - 3月31日 - 甲賀工場を大原薬品工業株式会社へ譲渡。
  - 7月1日 - 水口工場をキャタレント・ジャパン株式会社へ譲渡

## 発売品一覧（大衆薬・医薬部外品など）

### 解熱鎮痛消炎剤
- ロキソマリン

## 主要取引先
- アルフレッサ ファーマ
- 旭化成ファーマ
- 日本化薬
- マイラン製薬
- あすか製薬
- ニプロファーマ
- 三和化学研究所
- 帝人ファーマ
- 大正富山医薬品

## 関連会社
- 株式会社大正堂
- ハイゾン製薬株式会社
- 産研株式会社

## 提供番組
- 木曜劇場（フジテレビ、2020年4月　- 、ニトリから引き継いだ。）